# Liste der Mitglieder der Deutschen Akademie der Naturforscher Leopoldina/1725
Die Liste der Mitglieder der Deutschen Akademie der Naturforscher Leopoldina für 1725 enthält alle Personen, die im Jahr 1725 zum Mitglied ernannt wurden. Insgesamt gab es zwölf neu gewählte Mitglieder.

## Mitglieder
| Nr. | Name                                 | Beiname        | Geboren       | Aufnahme | Gestorben     | Bild                              | Datenbank |
| --- | ------------------------------------ | -------------- | ------------- | -------- | ------------- | --------------------------------- | --------- |
| 374 | Eberhard Friedrich Hiemer            | Demostratus I. | 24. Mai 1682  | 25. Jan. | 5. Mai 1727   |                                   | 1921      |
| 375 | Johann Adolph Wedel                  | Hercules IV.   | 17. Aug. 1675 | 11. Feb. | 23. Feb. 1747 | Johann Adolph Wedel               | 7181      |
| 376 | Rudolph August Behrens               | Eudoxus II.    |               | 23. Feb. | 12. Okt. 1748 |                                   | 1866      |
| 377 | Johann Georg Brebisius               | Euelpides I.   |               | 17. Mrz. |               |                                   | 2141      |
| 378 | Franz Ernst Brückmann                | Mnemon         | 27. Sep. 1697 | 8. Mai   | 21. März 1753 | Franz Ernst Brückmann             | 2181      |
| 379 | Conrad Graf                          | Phliasius      |               | 9. Mai   |               |                                   | 3000      |
| 380 | Johann Leonhard Frisch               | Vegetius       | 19. März 1666 | 28. Mai  | 21. März 1743 |                                   | 2830      |
| 381 | Theodor Philipp Schacht              | Agenor         | 2. Dez. 1682  | 13. Jun. |               |                                   | 6377      |
| 382 | Gottlieb Ephraim Berner              | Mnaseas        | 14. Mai 1671  | 22. Jun. | 15. Apr. 1741 |                                   | 1968      |
| 383 | Ernst Friedrich Justus von Heimreich | Arion III.     | 29. Aug. 1701 | 12. Nov. |               | Ernst Friedrich Justus Heimreich. | 3735      |
| 384 | Joseph-Nicolas Delisle               | Archimedes I.  | 4. Apr. 1688  | 14. Dez. | 11. Sep. 1768 | Joseph Nicolas Delisle            | 3181      |
| 385 | Michael Schendus van der Beck        | Critodemus I.  |               | 17. Dez. |               |                                   | 6420      |